# Giovanni Battista Ferrari (cardenal)
Giovanni Battista Ferrari   (Mòdena, 1450 - Roma, 20 de juliol de 1502) fou un cardenal i arquebisbe italià.

## Biografia
Llicenciat en dret a Pàdua, va entrar de jove a l'estat eclesiàstic i es va traslladar a Roma sota la protecció del cardenal Roderic de Borja, que li va obtenir prebendes i la canongia al capítol de la catedral de Mòdena.
El cardenal Borja, nebot del papa Calixt III, va facilitar l'accés de Ferrari a les oficines de la cúria romana, que va ser admès a la possessió dels oficis de procurador de cartes apostòliques (1471), abreviador de Parco Maggiore (1482) i referendari (1495). També va ser secretari de Joan II d'Aragó.
L'11 de setembre de 1495 va ser elegit bisbe de Mòdena però, a causa dels seus compromisos a la Cúria, gairebé mai no va residir a la seva ciutat episcopal.
Des del 12 d'abril de 1496 fins a la seva mort va ser encarregat de la dataria apostòlica, distingida per la seva capacitat de procurar diners mitjançant la venda d'oficis i beneficis. També va vetllar pels interessos d'Hèrcules I d'Este a la cort papal i va concertar el compromís de Lucrècia Borja, filla del papa Alexandre VI, amb Alfons d'Este, fill d'Hèrcules.
Ferrari va ser nomenat cardenal al consistori del 28 de setembre de 1500 i el 5 d'octubre del mateix any va rebre el títol de San Crisogono.
El 9 d'agost de 1501 va ser traslladat a la seu metropolitana de Càpua.
Va morir el 1502, enverinat pel seu servent Sebastiano Pinzoni (potser per encàrrec d'Alexandre VI o de Cèsar Borja, desitjós d'apoderar-se de les seves riqueses).
El seu cos, enterrat inicialment a Sant Joan del Laterà, fou traslladat posteriorment a la catedral de Mòdena, on el seu germà Francesco l'havia succeït a l'episcopat.